# Luchtvaart in 2000
Deze pagina gaat over het luchtvaartjaar 2000.

## Gebeurtenissen

### Januari
10 januari
- Crossair-vlucht 894 uitgevoerd met een Saab 340 stort neer in het Zwitserse Niederhasli. De tien inzittenden komen om.

30 januari
- Kenya Airways-vlucht 431 uitgevoerd met een Airbus A310-300 stort neer in de Atlantische Oceaan bij Ivoorkust. 169 van de 179 inzittenden komen om.

31 januari
- Alaska Airlines-vlucht 261 uitgevoerd met een McDonnell Douglas MD-83 stort neer in de Grote Oceaan. De 88 inzittenden komen om.

### Februari
11 februari
- Jetblue wordt opgestart.

### Maart
5 maart
- Southwest Airlines-vlucht 1455 uitgevoerd met een Boeing 737-3T5 schuift voorbij het einde van de landingsbaan op Luchthaven Bob Hope. 44 van de 142 inzittenden komen om.

26 maart
- Austrian Airlines treedt toe tot Star Alliance.

### April
1 april
- Singapore Airlines treedt toe tot Star Alliance.

19 april
- Air Philippines-vlucht 541 uitgevoerd met een Boeing 737-200 botst tegen een berg bij het Filipijnse Samal. De 131 inzittenden komen om.

### Mei
15 mei
- Helios Airways voert zijn eerste vlucht uit.

 25 mei
- Philippine Airlines-vlucht 812 uitgevoerd met een Airbus A330-300 wordt vlak voor het het dalen naar Ninoy Aquino International Airport gekaapt. Nadat de kaper de passagiers berooft wil hij met een zelfgemaakte parachute uit het vliegtuig springen, hij bedenkt zich echter waarna een stewardess hem uit het vliegtuig duwt. Hij stort te pletter bij het Filipijnse dorpje Llabac. Geen enkele van de passagiers raakt gewond.

### Juni
1 juni
- Aer Lingus en LAN Airlines treden toe tot Oneworld.

22 juni
- Wuhan Airlines-vlucht 343 uitgevoerd met een Xian Y-7 stort neer tijdens het aanvliegen op de Internationale Luchthaven van Wuhan Tianhe. Al de 42 inzittenden en 7 mensen op de grond komen om.

### Juli
1 juli
- BMI en Mexicana treden toe tot Star Alliance.

8 juli
- Aerocaribe-vlucht 7831 uitgevoerd met een British Aerospace Jetstream 32 stort na het maken van een doorstart neer in een bergachtig gebied bij Chulum Juarez, Mexico. Al de 19 inzittenden komen om.

17 juli
- Alliance Air-vlucht 7412 uitgevoerd met een Boeing 737-200 overtrekt tijdens het doorstarten op Luchthaven Lok Nayak Jayaprakash en stort neer in het Indiase Patna. 55 van de 58 mensen aan boord komen om.

25 juli
- Air France-vlucht 4590 uitgevoerd met een Concorde stort neer op het bijgebouw van een hotel in het Franse Gonesse. De 109 inzittenden komen om samen met 4 mensen op de grond. Het ongeluk zal uiteindelijk het begin van het einde betekenen voor de Concorde.

### Augustus
23 augustus
- Gulf Air-vlucht 072 uitgevoerd met een Airbus A320 stort neer in de Perzische Golf na het maken van een doorstart op de Internationale luchthaven van Bahrein. Al de 143 inzittenden komen om.

### September
4 september
- Op een Australische chartervlucht uitgevoerd met een Beechcraft King Air tussen Perth en Gwalia valt de cabinedruk geleidelijk weg. Al de inzittenden raken buiten bewustzijn waarna het vliegtuig op de autopiloot verder vliegt tot bij Mount Isa waar de brandstof opraakt en het vliegtuig neerstort. De 8 inzittenden komen om.

### Oktober
31 oktober
- Singapore Airlines-vlucht 006, een Boeing 747-400 probeert op te stijgen vanaf de verkeerde landingsbaan op Internationale luchthaven Taiwan Taoyuan. Op die baan zijn op dat moment werkzaamheden bezig waardoor het vliegtuig met hoge snelheid tegen verschillende werfvoertuigen botst. Het toestel breekt in stukken en vliegt in brand. 83 van de 179 inzittenden komen om.